# Droga wojewódzka 282
Die Droga wojewódzka 282 ist eine Woiwodschaftsstraße in der polnischen Woiwodschaft Lebus. Die Straße beginnt in der Nähe von Wilkanowo (Wittgenau), einem Ortsteil von Świdnica (Schweidnitz), und verläuft über Zielona Góra (Grünberg in Schlesien) nach Bojadła (Bojadel), wo sie sich mit der Droga wojewódzka 278 trifft. In ihrem Verlauf trifft die Straße zudem auf die Droga wojewódzka 283, die Droga wojewódzka 279 und die Droga ekspresowa S3. Die DW 282 hat eine Gesamtlänge von 22 Kilometern.